# Dębówiec (powiat gnieźnieński)
Dębówiec – wieś w Polsce położona w województwie wielkopolskim, w powiecie gnieźnieńskim, w gminie Gniezno.
W latach 1975–1998 miejscowość administracyjnie należała do województwa poznańskiego.
Dębówiec leży nad brzegiem Jeziora Piotrkowskiego.

## Nazwa
Nazwa miejscowości notowana była w formach Dembowiec (1802-1803), Dębowiec (1846), Dębowiec, niem. Dembowitz (1881), Dębowiec, niem. Dembowitz (1921), Dębowiec, -wca, dębowiecki (1967). Wywodzi się ona od wyrazu pospolitego dębowiec, który oznacza ‘las dębowy’. W lokalnej wymowie dymbvuv́ec z zachowaniem pochylenia samogłoski -o- > -u-. 1 stycznia 2022 zmieniono nazwę na Dębówiec.